# Geodia californica
Espèce
Synonymes
- Sidonops californica Lendenfeld, 1910

Geodia californica est une espèce d'éponges de la famille des Geodiidae présente au large de la Californie et du Mexique à l'est de l'océan Pacifique.

## Taxonomie
L'espèce est décrite par Robert Lendlmayr von Lendenfeld en 1910 sous le nom de Sidonops californica.